# Lançon, Ardennes
Lançon är en kommun i departementet Ardennes i regionen Grand Est (tidigare regionen Champagne-Ardenne) i nordöstra Frankrike. Kommunen ligger  i kantonen Grandpré som ligger i arrondissementet Vouziers. År 2022 hade Lançon 31 invånare.

## Befolkningsutveckling
Antalet invånare i kommunen Lançon
Referens: INSEE